# 277P/LINEAR
Pour les articles homonymes, voir Comète LINEAR.
277P/LINEAR est une comète périodique du système solaire, découverte le 15 septembre 2005 par le programme LINEAR.